# Oléoduc d'Afrique de l'Est
L'oléoduc d'Afrique de l'Est, en anglais East African Crude Oil Pipeline (EACOP), également connu sous le nom de Uganda–Tanzania Crude Oil Pipeline (UTCOP),, est un projet en construction destiné à transporter du pétrole brut à partir de nouveaux puits ougandais vers le port de Tanga, en Tanzanie sur l'océan Indien. S'il est achevé, le pipeline devrait être le plus long pipeline de pétrole brut chauffé au monde.
Selon un rapport de l'Institut africain pour la gouvernance de l’énergie (eo), le projet doit générer des émissions de CO2 à hauteur de 34 millions de tonnes par an. Ces émissions seraient équivalentes à 25 fois les émissions totales actuelles de la Tanzanie et de l'Ouganda.
Ce projet suppose des conséquences gravement problématiques aux niveaux éthique et environnemental : déplacement à grande échelle des communautés et de la faune, destruction d'aires protégées de biodiversité, émissions massives de gaz à effets de serre, risques pesant sur l'approvisionnement en eau de 40 millions de personnes, les scientifiques et les groupes écologistes mondiaux protestent contre sa construction et son financement,. Malgré l'implication des Organisations non gouvernementales ougandaises telles que AFIEGO (Africa Institute for Energy Governance) dans les protestations contre ce projet, les gouvernements d'Ouganda et la Tanzanie ont critiqué ces protestations comme étant du néocolonialisme niant leur souveraineté.

## Approvisionnement et tracé
L'objectif est d'exploiter le pétrole présent sous le lac Albert, en Ouganda, où quatre cents puits doivent être forés à partir de décembre 2022, dont 132 dans la zone naturelle protégée des Murchison Falls, pour l'acheminer jusqu'à la côte est de la Tanzanie.
Le projet d'oléoduc prévoit un départ dans le sous-comté de Buseruka, district de Hoima, dans la région occidentale de l'Ouganda. Il devrait s'orienter dans une direction générale sud-est pour traverser le district de Rakai en Ouganda, Bukoba en Tanzanie, boucler autour des rives sud du lac Victoria, continuer à travers Shinyanga et Singida, pour se terminer à Tanga sur une distance d'environ 1 410 km.

## Contexte en Ouganda
L'Ouganda a des réserves prouvées de pétrole dépassant 6,5 milliards de barils, dont environ 2,2 milliards de barils sont récupérables. Le pays prévoit de construire une raffinerie dans la région occidentale pour répondre à la demande locale et régionale, le reste étant exporté par pipeline vers la côte de l'océan Indien.
L'Ouganda avait précédemment accepté de construire un oléoduc conjoint Ouganda-Kenya vers le port Kenyan de Lamu,.
Des préoccupations concernant la sécurité et les coûts ont toutefois motivé des négociations parallèles avec la Tanzanie concernant un tracé plus court et plus sûr vers le port Tanga, avec le soutien du conglomérat pétrolier français TotalEnergies,.
Lors du 13e sommet des chefs d'État du corridor nord à Kampala en avril 2016, l'Ouganda a officiellement choisi la route tanzanienne pour son pétrole brut, de préférence aux routes de Mombasa ou de Lamu au Kenya. Les présidents du Kenya et du Rwanda étaient présents, ainsi que des représentants de l'Éthiopie, du Soudan du Sud et de la Tanzanie,. Lors du même sommet, le président Uhuru Kenyatta annonce que le Kenya construirait lui-même l'oléoduc de pétrole brut du Kenya, abandonnant ainsi l'oléoduc de pétrole brut Ouganda-Kenya,.
Le budget de construction des 1 445 km pipeline est de 3,5 milliards de dollars américains,. L'oléoduc devrait avoir une capacité de production de 216 000 barils de pétrole brut par jour. Il sera de 61 cm de diamètre, et l'Ouganda paiera à la Tanzanie 12,20 dollars US pour chaque baril passant par l'oléoduc.
En décembre 2021, le parlement de l'Ouganda adopte le projet de loi sur les dispositions spéciales de l'oléoduc de pétrole brut d'Afrique de l'Est dans la législation ougandaise. Une loi similaire est adoptée par le parlement tanzanien, en août 2021. La nouvelle loi du parlement régit la participation du comté à la construction, à l'exploitation et à l'entretien estimés à 3,5 milliards de dollars de l'EACOP. La contribution de l'Ouganda est estimée à 293 millions de dollars, dont 130 millions ont été payés d'avance.

## Coût, financement et calendriers successifs
La construction devait initialement commencer en août 2016 et durer trois ans pour un coût budgété de 4 milliards de dollars américains, fournissant environ 15 000 emplois dans la construction et 1 000 à 2 000 emplois permanents. En mars 2016, le Daily Monitor rapporte que Total E&P était prêt à dépenser 4 milliards de dollars US pour financer la construction de ce pipeline. À la suite de réunions entre les délégations conduites par les ministres du pétrole de la Tanzanie et de l'Ouganda, tenues à Hoima en juillet 2016, il est annoncé que la construction des 1 443 km de pipeline commencerait en janvier 2017. L'achèvement était prévu alors pour 2020.
Le 11 septembre 2020, TotalEnergies et le gouvernement ougandais signe le Host Government Agreement (HGA) pour le projet EACOP, à State House Entebbe. Cela devrait conduire à la décision finale d'investissement, d'ici à la fin de 2020,.
Deux jours plus tard, le président Yoweri Museveni de l'Ouganda et le président John Magufuli de la Tanzanie signent un accord à Chato (en), s'engageant à construire conjointement l'EACOP pour un coût estimé à 3,5 milliards de dollars. Les travaux sur le pipeline devaient commencer d'ici la fin de 2020. Une fois commencée, la construction du pipeline devrait durer environ 36 mois.
Le 27 octobre 2020, TotalEnergies et le gouvernement tanzanien signe un HGA pour régir les relations des deux entités concernant le projet EACOP, dont 70% passeront par le territoire tanzanien. Le début de la pose du pipeline est reporté au premier trimestre de 2021.
Le 11 avril 2021, les présidents Yoweri Museveni d'Ouganda et Samia Suluhu de Tanzanie rencontrent à Entebbe, en Ouganda, Patrick Pouyanné, le président-directeur général de Total SA et Chen Zhuoubiao, président de CNOOC Ouganda, ainsi que des technocrates, des avocats et des ministres ougandais et tanzaniens, en vue de signer un certain nombre d'accords, permettant le début de la construction de l'EACOP. La construction devait alors commencer en juillet 2021, avec une première livraison de pétrole prévu en 2025.
En aout 2021, le coût total du projet est réévalué à 5 milliards de dollars américains. Sur ce montant, 2 milliards de dollars seront levés par les propriétaires du pipeline sous forme d'investissement en actions. Les 3 milliards de dollars restants seront empruntés à des financements externes.
Le projet est notamment financé par la sud-africaine Standard Bank et par la Banque Industrielle et Commerciale de Chine. 25 banques font toutefois savoir qu'elles ne participeront pas au financement du projet, dont les françaises BNP Paribas, Crédit Agricole et Société Générale, la britannique Barclays et la suisse Crédit Suisse,,.

## Propriétaires
En août 2017, la liste des partenaires potentiels comprenait plusieurs parties prenantes, comme indiqué dans le tableau ci-dessous : 
Les négociations et la recherche de prêteurs internationaux sont en cours. L'Ouganda et la Tanzanie sont conseillés par Standard Bank of South Africa, tandis que TotalEnergies est conseillé par Sumitomo Mitsui Banking Corporation. Le cabinet d'avocats basé à Londres Clifford Chance conseille TotalEnergies sur les questions juridiques, tandis que CNOOC est conseillé par la Banque impériale de Chine.
En avril 2020, Tullow Oil Plc a vendu « l'intégralité de ses intérêts dans le projet de développement du lac Albert en Ouganda, y compris l'oléoduc de pétrole brut d'Afrique de l'Est », à TotalEnergies, pour un montant de 575 millions de dollars américains. Total assumera toutes les dettes fiscales liées à la transaction. En avril 2020, la propriété du pipeline était telle que représentée dans le tableau ci-dessous. Cette propriété a changé en avril 2021, lors de la signature des accords d'investissement définitifs.
| Rang | Nom du propriétaire                            | Propriété en 2020 (%) | Propriété en 2021 (%) |
| ---- | ---------------------------------------------- | --------------------- | --------------------- |
| 1    | TotalEnergies                                  | 45,0                  | 62,0                  |
| 2    | Société nationale chinoise du pétrole offshore | 35,0                  | 8.0                   |
| 3    | Société nationale ougandaise du pipeline       | 15,0                  | 15,0                  |
| 4    | Société tanzanienne de développement pétrolier | 5.0                   | 15,0                  |
|      | Total                                          | 100,00                | 100,00                |

## Décision finale d'investissement
Le 1er février 2022, le président ougandais Yoweri Museveni ; le vice-président de la Tanzanie Philip Mpango ; le Président-directeur général de TotalEnergies, Patrick Pouyanné ; le président de CNOOC Uganda Limited, Chen Zhuobiao ; les ministres ougandais, les technocrates pétroliers ougandais et tanzaniens et d'autres invités se sont réunis à Kololo à Kampala, pour assister à la signature de la décision finale d'investissement, par TotalEnergies et CNOOC.
Les autres parties liées à l'EACOP, représentées lors de la signature de l'accord final d'investissement, comprenaient Uganda National Oil Company, CNOOC Uganda Limited, Petroleum Authority of Uganda, TotalEnergies Uganda et Tanzania Petroleum Development Corporation.

## Raffinerie de pétrole
Une raffinerie de pétrole devrait être construite dans l'ouest de l'Ouganda pour traiter le pétrole destiné à être utilisé dans la Communauté de l'Afrique de l'Est. Le projet de 2,5 milliards de dollars doit être développé dans le cadre d'un partenariat public-privé, avec 50% du projet détenu par un développeur privé et 10% détenu par Jk Minerals Africa d'Afrique du Sud. Les 40 % restants seront répartis entre les pays d'Afrique de l'Est. Le 30 avril 2016, la Tanzanie accepte d'acheter 8 % des actions de la raffinerie pour 150,4 millions de dollars.

## Impact social et environnemental
Le projet « déplacera des milliers de petits agriculteurs et mettra en danger les principaux habitats fauniques et les eaux côtières ». En 2022, selon l'ONG Les Amis de la Terre - France et L'Usine nouvelle, 100 000 personnes ont été expropriées, mais seule une petite partie d'entre elles ont été relogées, et de nombreuses violations des droits de l'homme sont dénoncées. Le pipeline étant à proximité immédiate des lacs Albert et Victoria, il menace en cas de fuites l'approvisionnement en eau potable de 40 millions de personnes,,.
Selon un rapport de l'Institut Africain pour la Gouvernance de l'Energie (eo), le projet doit générer des émissions de CO² à hauteur de 34 millions de tonnes par an. Ces émissions seraient équivalentes à 25 fois les émissions totales actuelles de la Tanzanie et de l'Ouganda.
263 organisations de la société civile ont demandé aux agences de financement de ne pas soutenir le projet, citant les dommages sociaux et environnementaux potentiels que le pipeline causera,,. 25 banques font savoir qu'elles ne participeront pas au financement du projet. En septembre 2022, le parlement européen vote une résolution en urgence, dénonçant des « violations des droits de l’homme », « actes d’intimidation », « harcèlements judiciaires », ainsi que les « immenses risques et incidences » sur les communautés locales, l’environnement et le climat. Il demande au groupe Total l'arrêt des forages, et le presse d'étudier un tracé moins destructeur pour l'environnement et les populations, ainsi qu'une solution alternative basée sur des énergies renouvelables. Il réclame aussi la libération des défenseurs des droits de l'homme arrêtés de façon arbitraire dans le cadre de ce projet, ainsi que l'indemnisation des personnes expropriées ou empêchées d'accéder à leurs terres.